# Mikronesiens præsidenter
Mikronesiens præsidenter omfatter en oversigt over præsidenter i østaten Mikronesien (Federated States of Micronesia).
Positionen som præsident blev etableret i 1979.
Mikronesiens nuværende præsident er Peter M. Christian, der tiltrådte 11. maj 2015.
| Nr. | Præsident          | Tiltrådt         | Fratrådt         | Vicepræsident                                   | Bemærkninger                                          |
| --- | ------------------ | ---------------- | ---------------- | ----------------------------------------------- | ----------------------------------------------------- |
| 1   | Tosiwo Nakayama    | 11. maj 1979     | 11. maj 1987     | Petrus Tun (1979-1985) Bailey Olter (1985-1987) | -                                                     |
| 2   | John Haglelgam     | 11. maj 1987     | 11. maj 1991     | Hiroshi Ismael (1987-1991                       | -                                                     |
| 3   | Bailey Olter       | 11. maj 1991     | 8. november 1996 | Jacob Nena (1991-1996)                          | B.Olter fratrådte 8.nov.1996 pga. sygdom              |
| 4   | Jacob Nena         | 8. november 1996 | 11. maj 1999     | Leo Falcam (1997-1999)                          | J.Nena var fungerende præsident 8.nov.1996-8.nov.1997 |
| 5   | Leo Falcam         | 11. maj 1999     | 11. maj 2003     | Redley A. Killion (1999-2003)                   | -                                                     |
| 6   | Joseph J. Urusemal | 11. maj 2003     | 11. maj 2007     | Redley A. Killion (2003-2007)                   | -                                                     |
| 7   | Manny Mori         | 11. maj 2007     | 11. maj 2015     | Alik L. Alik (2007-2015)                        | -                                                     |
| 8   | Peter M. Christian | 11. maj 2015     | aktuel           | Yosiwo P. George (2015- )                       | -                                                     |